# ニコラス・ルウェリン・デイヴィス
ニコラス・”ニコ”・ルウェリン・デイヴィス (Nicholas "Nico" Llewelyn Davies 1903年11月24日–1980年10月14日) は、ジェームス・マシュー・バリーのピーター・パンやロスト・ボーイズに着想を与えたルウェリン・デイヴィス家の息子たちの五男。1904年、『ピーター・パンあるいは大人になりたがらない少年』初演時にはまだ1歳であったため、デイヴィスは当初の作品には関わりはない。しかし1911年の小説『ピーター・パンとウェンディ』が出版された時には8歳であったためモデルとされ、のちに戯曲化した際はウェンディの弟マイケルのミドル・ネームがニコラスに変更された。イギリスの作家ダフニ・デュ・モーリエのいとこにあたる。

## 生い立ち
1903年、デイヴィスが生まれた時にはバリーはすでに兄たちおよび母シルヴィアと友人となっていた。1907年に父アーサー、1910年に母シルヴィアが亡くなると、バリーはデイヴィスのおじであるガイ・デュ・モーリエおよびクロンプトン・ルウェリン・デイヴィス、祖母エマ・デュ・モーリエと共にデイヴィス兄弟の後見人となった。1915年、ジョージは第一次世界大戦で戦死、1921年、マイケルは親友と溺死し、デイヴィスが成人になる前に4人の兄のうち2人が亡くなった。イートン・カレッジおよびオックスフォード大学に進学後も休暇はバリーと過ごした。

## 経歴

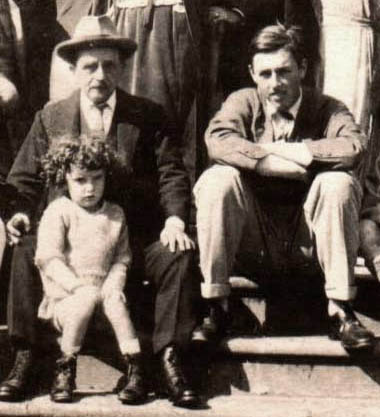
バリー(左)、デイヴィス(右)

1926年、第3代男爵ウォルター・ジョン・ジェイムスの娘メアリー・ジェイムスと結婚し、1928年、娘ローラが誕生した。バリーはローラの名付け親となった。1935年、デイヴィスは兄ピーターの出版社ピーター・デイヴィス社に入社した。1959年、兄ジャックが病死、1960年、ピーターが自殺で相次いで亡くなった。最後の生存者として、1978年、BBCが制作したミニシリーズ『The Lost Boys 』においてアンドリュー・バーキンの脚本の監修を行なった。1980年10月14日、ケントのエイソーンにある自宅で亡くなった。

## メディア
『The Lost Boys 』では年齢に応じて、スティーブン・マシューズ、ジェイソン・ファーザーズ、マシュー・ライアン、のちにプロデューサーとして『恋におちたシェイクスピア』でアカデミー作品賞を受賞することとなるデイヴィッド・パリフィットの複数の俳優がデイヴィス役を演じた。
バリーとデイヴィス家との関わりを描いた2004年の映画『ネバーランド』にはデイヴィスは登場しない。映画の中ではデイヴィスの父の死と母が病気になる時期が近く、デイヴィスが誕生する余地がなかった。